# Illes Diego Ramírez

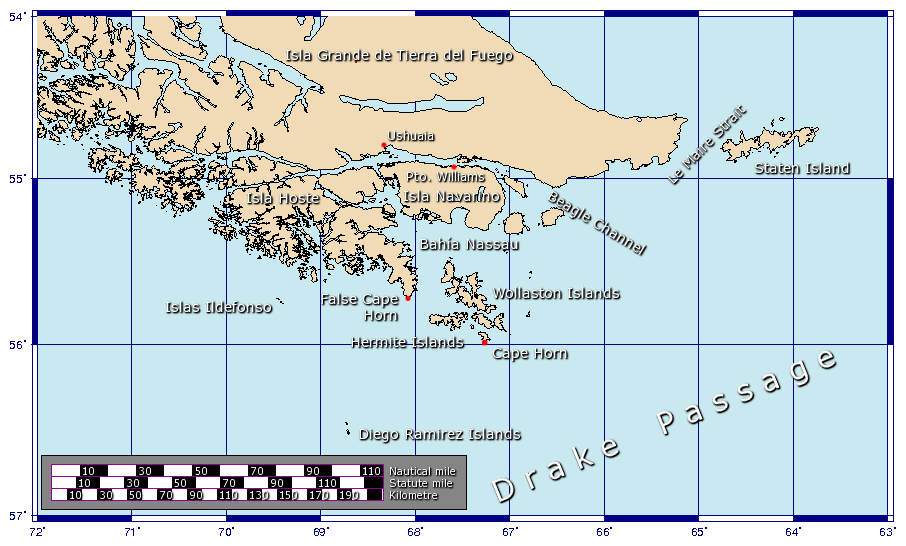
Ubicació de les Illes Diego Ramírez respecte l'extrem sud d'Amèrica.

Les Illes Diego Ramirez són un grup de petites illes i illots de Xile, ubicades a uns cent quilòmetres al sud-oest del Cap d'Hornos i a 93 km al SSW de les Illes Ildefonso, Al Passatge de Drake, i a uns 790 km al nord-oest de les Illes Shetland del Sud (Antàrtida), tenen 8 km de nord a sud entorn de la latitud 56° 32,2′.

## Geografia
L'arxipèlag es compon de dos grups separats per un estret canal de 3 km. Les illes són cobertes per vegetació herbàcia, molsa i líquens. El clima és de tundra isotèrmica amb abundoses precipitacions al llarg de l'any i amb forts vents de l'oest. La temperatura mitjana del mes més càlid (febrer) és de 7,5 °C; del mes més fred (juliol), 3,2 °C. El total de pluja de l'any és de 1.368 litres.

## Història

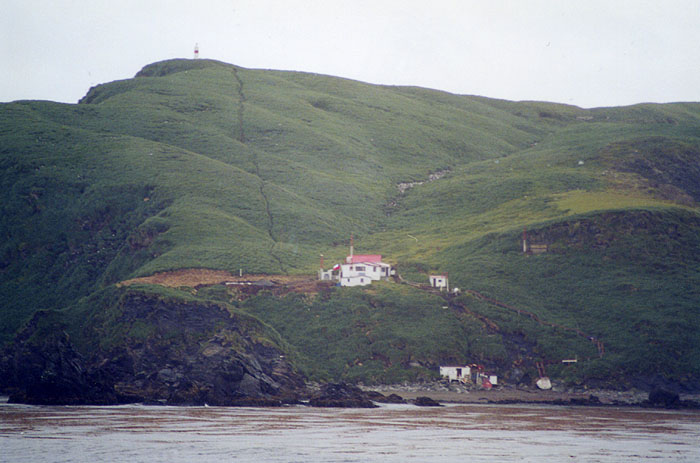
Estació meteorològica en Illa Gonzalo, amb un far.

Del punt de vista occidental, les illes foren descobertes el 12 de febrer de 1619 pels germans Bartolomé i Gonzalo Nodal i li donarem el nom del cosmògraf Diego Ramírez de Arellano. Durant 156 anys van ser les terres més australs mai descobertes fins que el 1775 es van descobrir les Illes Sandwich del Sud.
Hi ha instal·lada una estació meteorològica xilena des de 1957. Són un important lloc de nidificació d'aus marines com l'albatros i el petrell gegant.
L'any 2022, Ricardo Rozzi et al. va identificar Subantarctic rayadito (Aphrastura subantarctica) com una nova espècie d'ocell endèmica de les illes Diego Ramírez. Els individus de rayadito subantàrtics havien estat identificats anteriorment com a pertanyents a l'espècie Aphrastura spinicauda (Cuaespinós alabarrat).